# Leucophlebia
Genre
Leucophlebia est un genre d'insectes lépidoptères appartenant à la famille des Sphingidae, à la sous-famille des Smerinthinae et à la tribu des Smerinthini .

## Répartition et habitat
Répartition
Asie du sud-est

## Systématique
- Le genre a été décrit par l'entomologiste britannique John Obadiah Westwood, en 1847 [1].
- L'espèce type pour le genre est Leucophlebia lineata.

### Synonymie
- Rasphele Boisduval, 1875[2]
- Afrophlebia Eitschberger, 2003[3]
- Indiaphlebia Eitschberger, 2003[4]
- Thaiphlebia Eitschberger, 2003[3]

## Liste des espèces
- Leucophlebia afra - Karsch, 1891
- Leucophlebia caecilie - Eitschberger, 2003
- Leucophlebia edentata - Rothschild & Jordan, 1916
- Leucophlebia emittens - Walker, 1866
- Leucophlebia formosana - Clark, 1936
- Leucophlebia frederkingi - Eitschberger, 2003
- Leucophlebia hogenesi - Eitschberger, 2003
- Leucophlebia lineata - Westwood, 1847
- Leucophlebia muehlei - Eitschberger, 2003
- Leucophlebia neumanni - Rothschild, 1902
- Leucophlebia paul - Eitschberger, 2003
- Leucophlebia pinratanai - Eitschberger, 2003
- Leucophlebia rosacea - Butler, 1875
- Leucophlebia schachti - Eitschberger, 2003
- Leucophlebia vietnamensis - Eitschberger, 2003
- Leucophlebia xanthopis - Hampson, 1910